# جيمس ميدلتون
جيمس ويليام ميدلتون (من مواليد 15 أبريل 1987) هو رجل أعمال بريطاني وهو الأخ الأصغر لكاثرين، أميرة ويلز.
ولد ميدلتون في ريدينغ، بيركشاير، وتلقى تعليمه في مدرسة سانت أندرو، بانجبورن. التحق بجامعة إدنبرة لفترة وجيزة قبل أن يترك الدراسة ويؤسس مشروعًا لصناعة الكعك. بدأ ميدلتون في تلقي اهتمام وسائل الإعلام أثناء علاقة أخته الكبرى بالأمير ويليام وزواجها اللاحق منه. وهو مدافع عن الصحة العقلية وتحدث عن تجاربه مع اضطراب الاكتئاب الشديد. ميدلتون هو أيضًا سفير لمؤسسة الحيوانات الأليفة كعلاج الخيرية.

## الحياة المبكرة والتعليم
وُلِد جيمس ويليام ميدلتون في 15 أبريل 1987 في مستشفى رويال بيركشاير في ريدينغ، وهو أصغر طفل والابن الوحيد لمايكل ميدلتون (من مواليد 1949)، وهو موظف سابق في الخطوط الجوية البريطانية، وكارول ميدلتون (من مواليد 1955)، وهي مضيفة طيران سابقة. كان والده ينحدر من سلالة من المحامين الذين عاشوا في ليدز، غرب يوركشاير. كانت جدته الكبرى أوليف ميدلتون عضوًا في عائلة لوبتون، التي كانت من طبقة النبلاء من ملاك الأراضي. كانت عائلة والدته من العمال وعمال المناجم من مقاطعة دورهام. قبل ولادته بفترة وجيزة، أسس والدا ميدلتون شركة قطع الحفلات، وهي شركة متخصصة في مستلزمات الحفلات عن طريق البريد. أخواته الأكبر سناً هما كاثرين (مواليد 1982) وفيليبا (مواليد 1983). عاشت العائلة في برادفيلد ساوثيند، بيركشاير، قبل أن تنتقل إلى قرية باكلبيري القريبة في عام 1995. تلقى ميدلتون تعليمه في مدرسة سانت أندرو، بانجبورن، وكلية مارلبورو. في عام 2006، التحق بجامعة إدنبرة لدراسة إدارة الموارد البيئية قبل أن يترك الدراسة بعد عام واحد.

## حياة مهنية
كانت شركة ميدلتون لصناعة الكعك، والتي توقفت الآن، مستوحاة من قراءة مفادها أن خبز الأم هو ذكرى طفولة مؤثرة للغاية. قام بتزويد أدوات الخبز حتى يتمكن الخبازون المنزليون من الحصول على جميع المكونات في مكان واحد لإبداعات مغامرة مثل "كعكات كرة القدم". بدأ الخبز في مطبخ العائلة ثم توسع إلى حاوية شحن وحظائر محولة. وزعت مجموعات خبز كعكة عيد الميلاد ذات الطابع الخاص من قبل شركة والديه، قطع الحفلات.

### بومف
تمت تقديم كعكات ذات طابع خاص فيما بعد لشركات مثل Jigsaw و3 ورالف لورن. تسبب ميدلتون في "ارتياح" في قصر باكنغهام بعد مشاركته في جلسة تصوير لمجلة مرحبا كلفت فيها بخبز 21 كعكة احتفالاً بالذكرى الحادية والعشرين للمجلة، كل منها مزينة بواحدة من أغلفة المجلة - من بينها، عدة أفراد من العائلة المالكة، بما في ذلك الأميرة ديانا. فاز العمل بجوائز سمارتا 100 وجوائز هاينز واتس لرائد الأعمال الشاب. في أبريل 2011، سجل ثلاث شركات: كعكات لطيفة ونبيذ لطيف ومجموعة لطيفة في لندن وقرر توسيع شركة طقم الكيك. حلت شركة طقم الكيك في عام 2015. في مايو 2020، أطلق ميدلتون Ella & Co، وهي شركة لطلب الطعام للكلاب عبر البريد تقدم طعام كلاب مجفف بالتجميد وعضوي.

## بومف
في عام 2013، أسس ميدلتون وأندي بيل شركة بومف، وهي شركة تصنع أعشاب من الفصيلة الخبازية وبطاقات المعايدة المخصصة. كان ميدلتون قد أسس في السابق شركة Nice Cakes، المتخصصة في الكعكات المخصصة. كان بيل قد أسس في السابق شركة مينت ديجيتال، والتي أنشأت شركة ستيكي جرام(الآن Sticky9)، وهي شركة مغناطيسية إنستغرام والتي تم بيعها لشركة صندوق الصور. إطلق بومف في نوفمبر 2013 دون الإشارة إلى مشاركة ميدلتون، للسماح بإطلاق منخفض المستوى. في يناير 2014، أعلن بومف عن تورط ميدلتون، معتقدًا أنه من المستحيل إبقاء الأمر سرًا على المدى الطويل.
في عام 2014، جمعت شركة بومف أكثر من مليون دولار أمريكي، وكان دعمها من قبل عدد من المستثمرين الملائكة، بما في ذلك نيك جينكينز، مؤسس شركة مونبيج، ودونكان جينينغز، ومات ويلر. قامت شركة بومف بشحن طنين من أعشاب الخطمي في عامها الأول وحققت مبيعات بقيمة 100 ألف جنيه إسترليني (168 ألف دولار) في الأشهر الثلاثة الأولى.
في عام 2015، جمعت الشركة أموالاً بقيمة 10 ملايين جنيه إسترليني. حققت شركة بومف خسارة قدرها 3 ملايين جنيه إسترليني بين عامي 2015 و2018. في يوليو 2015، أطلقت شركة بومف بحثًا على مستوى البلاد عن مصمم جديد للخطمي. وكان الفائز هو الطالب إيزي بيرتون من جامعة بورنموث.
دفع صهر ميدلتون، مدير صندوق التحوط جيمس ماثيوز، لميدلتون 110,000 يورو مقابل 12,800 سهم من أسهم بومف. في عام 2019، أعلن ميدلتون أن الشركة وصلت إلى الربحية بدخل قدره 176000 جنيه إسترليني في العام السابق - وزيادة في المبيعات تصل إلى 4.4 مليون جنيه إسترليني من 2.8 مليون جنيه إسترليني في العام السابق. انتقلت الشركة إلى مكاتب جديدة في ريدينغ بمساحة تبلغ حوالي 20,000 قدم مربع (1,900 م2) إلى مساحة المستودع.
جمعت شركة بومف مليون دولار من التمويل في عام 2021، ولكن بحلول ديسمبر 2021، أصبحت الشركة تحت الإدارة بسبب ديونها البالغة 800 ألف جنيه إسترليني للدائنين، بما في ذلك 146306 جنيه إسترليني لهيئة الإيرادات والجمارك البريطانية. بدأت التصفية الطوعية للدائنين في 4 نوفمبر 2022.

## الحياة الشخصية

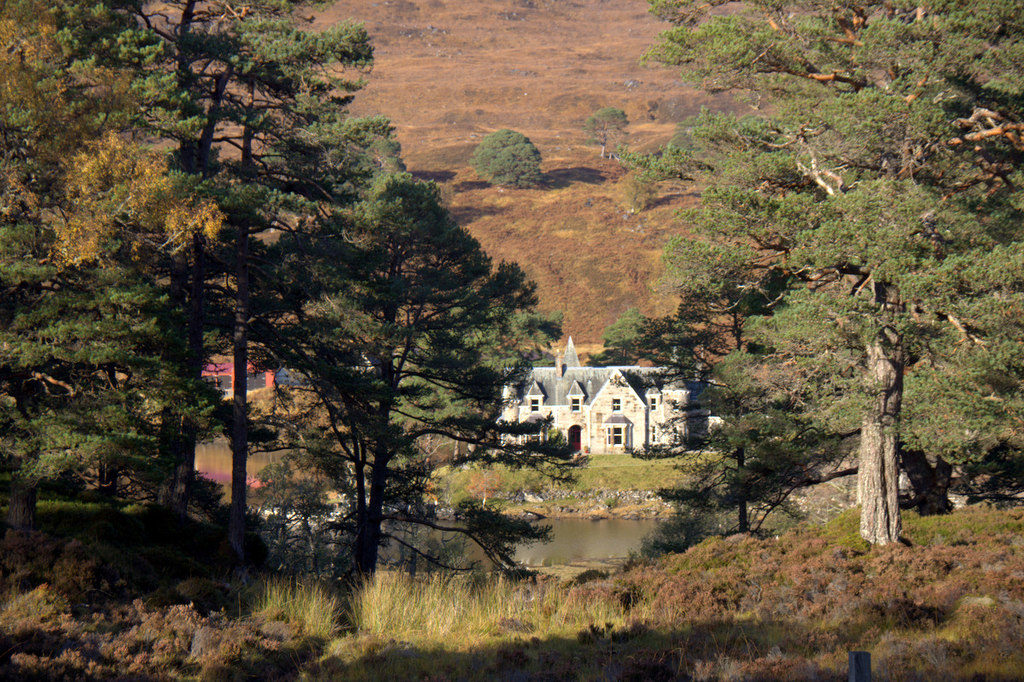
استضاف ميدلتون حفلات مطاردة الغزلان في غلين أفريك ، المملوكة لعائلة زوج فيليبا

ميدلتون يعاني من عسر القراءة. قرأ من النسخة القياسية المنقحة الجديدة للكتاب المقدس في حفل زفاف أخته كاثرين على الأمير ويليام عام 2011. في عام 2019، كشف عن صراعه مع الاكتئاب واضطراب نقص الانتباه وفرط النشاط، والذي عزاه إلى التدقيق العام منذ سن 23 نتيجة لعلاقة أخته الكبرى. في عام 2017، سعى للحصول على العلاج، وخضع للعلاج السلوكي المعرفي. كما أمضى ميدلتون أيضًا "وقتًا للتعافي" في غلين أفريك، حيث استضاف حفلات مطاردة الغزلان. العقار مملوك لوالد زوجة أخته فيليبا. وفي العام نفسه، كتب عمودًا في صحيفة ديلي ميل حول الصحة العقلية.
ميدلتون هو سفير لمؤسسة الحيوانات الأليفة كعلاج الخيرية وقد أشاد بكلبته، إيلا، لمساعدته في التغلب على اكتئابه. يقوم بتربية الكلاب، ويملك ستة منها، بالإضافة إلى حمل واحد تم إنقاذه. كما يقوم ميدلتون أيضًا بتربية النحل في أراضي قصر باكلبيري. في أبريل 2020، أسس صندوق بصمة المخلب لمساعدة الجمعيات الخيرية لرعاية الحيوان.
كان ميدلتون على علاقة مع الممثلة دونا إير من عام 2013 إلى عام 2018. التقى ميدلتون بالمحللة المالية الفرنسية أليزي ثيفينيت (مواليد 30 نوفمبر 1989) في عام 2018. وهي ابنة الدبلوماسي المتقاعد جان غابرييل ثيفينيه. أعلن ميدلتون وأليزي خطوبتهما في سبتمبر 2019. في 11 سبتمبر 2021، حضرت والدة أليزي، مع عائلة جيمس، حفل الزفاف في قرية بورم ليه ميموزا في جنوب فرنسا حيث تعيش عائلة أليزي. كان والد أليزي قد توفي قبل بضعة أشهر من الزفاف. كانا يخططان للزواج في صيف عام 2020 ولكن تم تأجيل الحدث مرتين بسبب جائحة كوفيد-19. في حفل زفافها، ارتدت أليزي فستان زفاف يعود إلى ثمانينيات القرن العشرين، وهو فستان يعود لكارول ميدلتون، حماتها. رحب الزوجان بطفلهما الأول، إنيجو جابرييل، في 21 سبتمبر 2023.